# Tuberolamia andicola
Tuberolamia andicola là một loài bọ cánh cứng trong họ Cerambycidae.